# Зыков, Виктор Павлович
Виктор Павлович Зыков (1854—не ранее 1923) — российский генерал-лейтенант, участник русско-турецкой и русско-японской войн.

## Биография
Виктор Зыков родился 19 сентября 1854 года, образование получил в Саратовской классической гимназии и Казанском пехотном юнкерском училище.
В 1875 году произведён в прапорщики в 158-й пехотный Кутаисский полк. В 1876 г. добровольцем участвовал в сербско-турецкой войне, затем вернулся в свой полк, с которым и принял участие в русско-турецкой войне 1877—1878 гг. и во время ночного штурма Карсского форта Хафт-Паша-Табия Зыков был контужен. 19 апреля 1878 года за отличие под Карсом был награждён орденом св. Георгия 4-й степени
В воздаяние за отличие, оказанное в деле с Турками под Карсом, 24 Октября 1877 года, при взятии укрепления Хафиз-Паша-Табия, где командуя ротою, первый бросился на бастион укрепления, увлек за собою солдат и несмотря на упорное сопротивление Турок, выбил их с бастиона и завладел орудием.
Произведённый в 1896 году в полковники, Зыков был затем Чистопольским уездным воинским начальником, командовал 243-м Златоустовским резервным батальоном и 113-м пехотным Старорусским полком.
В 1903 году Виктор Павлович Зыков был произведён в генерал-майоры с назначением командиром 2-й бригады 9-й Восточно-Сибирской стрелковой дивизии; в этой должности он и принял участие в войне с Японией и за отличие был награждён орденом св. Станислава 1-й степени с мечами.
В 1905 году Зыков был назначен командиром 2-й бригады 7-й пехотной дивизии, в 1908 г. — командиром 1-й бригады 29-й пехотной дивизии; с октября того же года состоял начальником 6-й, а с 1910 г. 5-й Туркестанской бригады. 5 апреля 1914 года уволен в отставку с производством в генерал-лейтенанты, с мундиром и пенсией.
В Гражданской войне принимал участие на стороне белых, был взят в плен Красной армией. Последнее достоверное упоминание о Зыкове относится к 1923 году: известно что он числился в РККА и находился в Москве на военно-преподавательской работе.

## Награды
- Орден Св. Анны 4-й ст. с надписью "За храбрость" (1877)
- Орден Св. Георгия 4-го кл. (19 апреля 1878)
- Орден Св. Владимира 4-й ст. с мечами и бантом (1878)
- Орден Св. Анны 3-й ст. с мечами и бантом (1879)
- Орден Св. Станислава 2-й ст. (1902)
- Орден Св. Владимира 3-й ст. с мечами (1904)
- Орден Св. Станислава 1-й ст. с мечами (1905)
- Орден Св. Анны 1-й ст. (1909)